# Austrolimnophila (Austrolimnophila) trifidula
Austrolimnophila (Austrolimnophila) trifidula is een tweevleugelige uit de familie steltmuggen (Limoniidae). De soort komt voor in het Australaziatisch gebied.